# راولبندي
راولبندي (بالأردية: راولپنڈی) هي مدينة باكستانية تقع في إقليم بنجاب في شمال شرق باكستان. بنيت المدينة في عام 1960، تقع على بعد نحو  14 كيلومترا (9 ميل) إلى الجنوب من العاصمة  إسلام أباد.
تعتبر راولبندي منطقة حضرية من حيث عدد السكان وهي في المرتبة الرابعة في قائمة المناطق الأكثر الحضرية في باكستان. قُدر عدد سكانها بـ 3.039.550 نسمة بحسب إحصائيات عام 2012.
المدينة لديها العديد من الجامعات وتعتبر مركز صناعيا وتجاريا مهم. كانت عاصمة مؤقتة لباكستان 1959-1970. استخدم العديد من السياح في المدينة كمحطة قبل السفر نحو المناطق الشمالية. وهي موطن لعدة الصناعات والمصانع حتى أصبحت واحدة من أكثر المدن الصناعية. كما يقع مطار إسلام آباد الدولي فيها حيث يخدم العديد من المناطق المجاورة للرحلات الدولية.

## المناخ
يتميز روالبندي مناخ شبه استوائي رطب مع صيف طويل وحار جدا، والرياح الموسمية والشتاء القصير، معتدل ورطب. الطقس متغير بدرجة كبيرة نظرا لموقع المدينة. و متوسط هطول الأمطار السنوي هو 45 بوصة (1,100 ملم)، ومعظمها يقع في موسم الرياح الموسمية الصيفية. وقد ارتفعت درجة الحرارة القصوى التسجيلة إلى 46.5 درجة مئوية (116 درجة فهرنهايت)، في حين أنه انخفض إلى أدنى حد ممكن -3.9 °C (25 °F) في فصل الشتاء.
في الصيف يونيو هو الأكثر شهور سخونة مع درجة الحرارة العظمى 46.5 درجة مئوية (116 درجة فهرنهايت) سجلت في 23 يونيو 2005. من ناحية أخرى، يناير هو أبرد شهر من السنة عندما تكون درجة الحرارة قد تنخفض إلى الحد الأدنى -3.9 درجة مئوية (25 درجة فهرنهايت) في فصل الشتاء سجلت في 17 كانون الثاني 1967.
| البيانات المناخية لـ{{{location}}} | البيانات المناخية لـ{{{location}}} | البيانات المناخية لـ{{{location}}} | البيانات المناخية لـ{{{location}}} | البيانات المناخية لـ{{{location}}} | البيانات المناخية لـ{{{location}}} | البيانات المناخية لـ{{{location}}} | البيانات المناخية لـ{{{location}}} | البيانات المناخية لـ{{{location}}} | البيانات المناخية لـ{{{location}}} | البيانات المناخية لـ{{{location}}} | البيانات المناخية لـ{{{location}}} | البيانات المناخية لـ{{{location}}} | البيانات المناخية لـ{{{location}}} |
| الشهر                              | يناير                              | فبراير                             | مارس                               | أبريل                              | مايو                               | يونيو                              | يوليو                              | أغسطس                              | سبتمبر                             | أكتوبر                             | نوفمبر                             | ديسمبر                             | المعدل السنوي                      |
| ---------------------------------- | ---------------------------------- | ---------------------------------- | ---------------------------------- | ---------------------------------- | ---------------------------------- | ---------------------------------- | ---------------------------------- | ---------------------------------- | ---------------------------------- | ---------------------------------- | ---------------------------------- | ---------------------------------- | ---------------------------------- |
| متوسط درجة الحرارة الكبرى °م (°ف)  | 17 (63)                            | 19.5 (67.1)                        | 24.2 (75.6)                        | 29.9 (85.8)                        | 35.4 (95.7)                        | 39.5 (103.1)                       | 35.8 (96.4)                        | 33.7 (92.7)                        | 33.6 (92.5)                        | 30.9 (87.6)                        | 25 (77)                            | 19.3 (66.7)                        | 28.7 (83.6)                        |
| المتوسط اليومي °م (°ف)             | 9.8 (49.6)                         | 12.5 (54.5)                        | 17.3 (63.1)                        | 22.6 (72.7)                        | 27.6 (81.7)                        | 32 (90)                            | 30.3 (86.5)                        | 28.6 (83.5)                        | 27.6 (81.7)                        | 22.7 (72.9)                        | 16.2 (61.2)                        | 11.3 (52.3)                        | 21.5 (70.8)                        |
| متوسط درجة الحرارة الصغرى °م (°ف)  | 2.7 (36.9)                         | 5.5 (41.9)                         | 10.4 (50.7)                        | 15.3 (59.5)                        | 19.9 (67.8)                        | 24.5 (76.1)                        | 24.8 (76.6)                        | 23.6 (74.5)                        | 21.6 (70.9)                        | 14.5 (58.1)                        | 7.5 (45.5)                         | 3.3 (37.9)                         | 14.5 (58.0)                        |
| الهطول مم (إنش)                    | 58 (2.3)                           | 56 (2.2)                           | 68 (2.7)                           | 44 (1.7)                           | 38 (1.5)                           | 37 (1.5)                           | 237 (9.3)                          | 236 (9.3)                          | 92 (3.6)                           | 23 (0.9)                           | 16 (0.6)                           | 36 (1.4)                           | 941 (37)                           |
| [بحاجة لمصدر]                      |                                    |                                    |                                    |                                    |                                    |                                    |                                    |                                    |                                    |                                    |                                    |                                    |                                    |

## التركيبة السكانية
بحسب إحصاءات عام 2006؛ بلغ تعداد سكان روالبندي 1991656 نسمة، وتضمن التعداد العديد من الناس الذين يأتون من قرى البنجاب الذين يبحثون عن عمل في المدينة. البنجابية هي اللغة الذي يتحدثها معظم السكان روالبندي. عندما يتعلق الأمر بالديانة، يدين حوالي 98٪ من السكان بالديانة الإسلام (65.8 ٪ السنة - 24٪ الشيعة ). وأما لبقية 2٪ يتبعون الديانات الأخرى. الغالبية العظمى من السكان هم مسلمين وهناك العديد من المساجد في جميع أنحاء المدينة. وأما المساجد أكثر شهرة هي المسجد الجامع، مسجد رجا بازار ومسجد عيد كاه التي تجذب الآلاف من الزوار يوميا.

## اللغات
وفقا لتعداد عام 1998 في باكستان، وفيما يلي التركيبة السكانية للمنطقة روالبندي، من خلال اللغة المنطوقة:
- اللغة البنجابية: 90٪
- أخرى: 10٪

لغات أخرى هي: 
الأردية / الهندية هي اللغة الأم لعدد قليل من الناس ولكن لغة وطنية يتحدث بها ويفهمها معظم السكان. 
و أما الإنجليزية يتحدث بها النخبة المثقفة. 
يوجد أيضا المهاجرين يتحدثون البشتونية والبعض يتحدث السندية.

## الرياضة
يوجد في المدينة الكثير من الملاعب الرياضية، روالبندي هي موطن لبعض من اللاعبين المعترف بهم في تاريخ لعبة الكريكيت الباكستاني.
ملعب الكريكيت روالبندي، الذي بني في عام 1992، الذي تحتوي الملعب العشب، والأضواء الكاشفة، والطاقة الانتاجية الاولية لعقد 20,000 متفرج . و يوجد في المدينة الكثير من ملاعب الكريكيت، وأيضا يوجد ملاعب الهوكي وملاعب للكرة القدم.

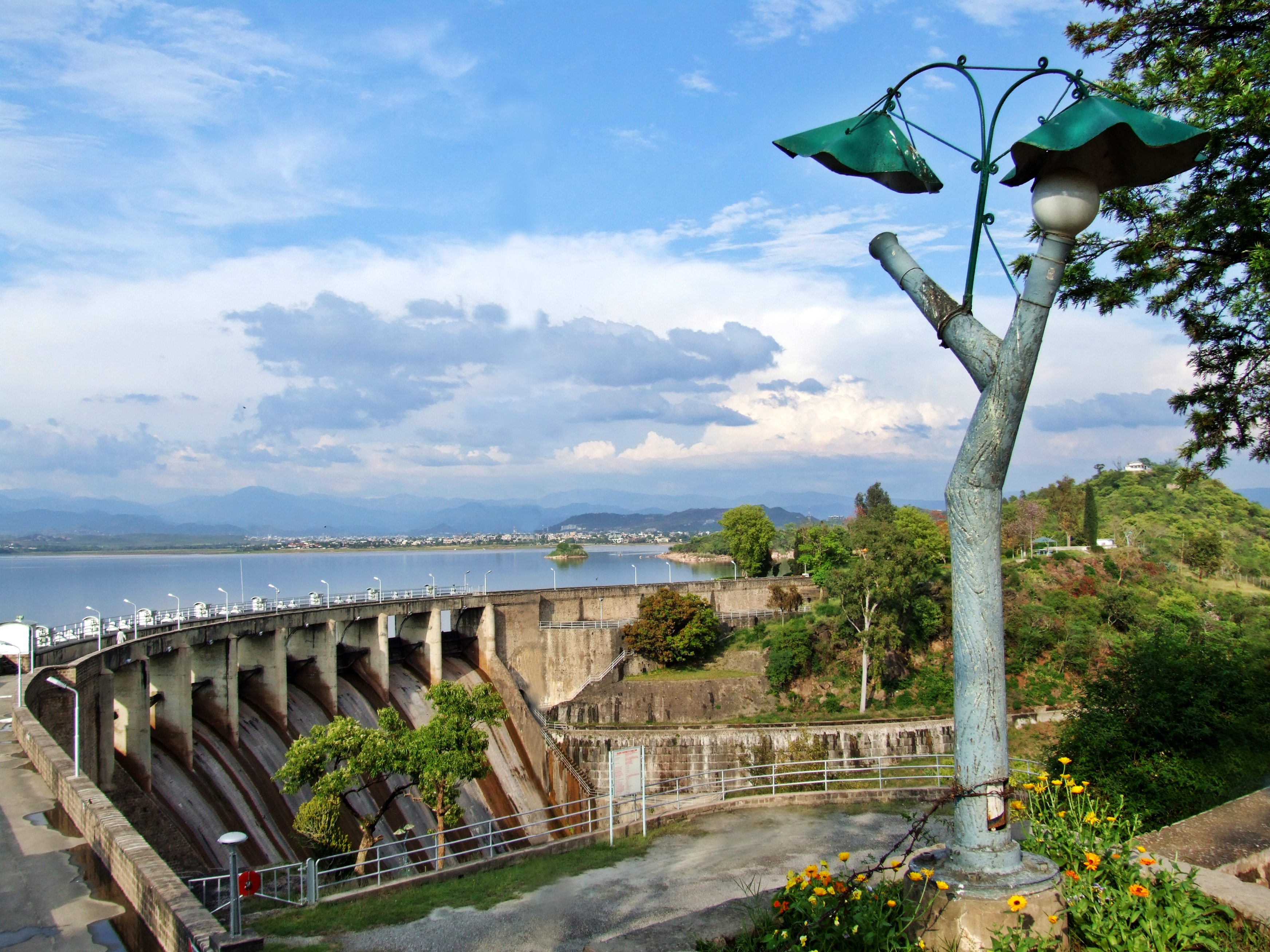
سد راول.

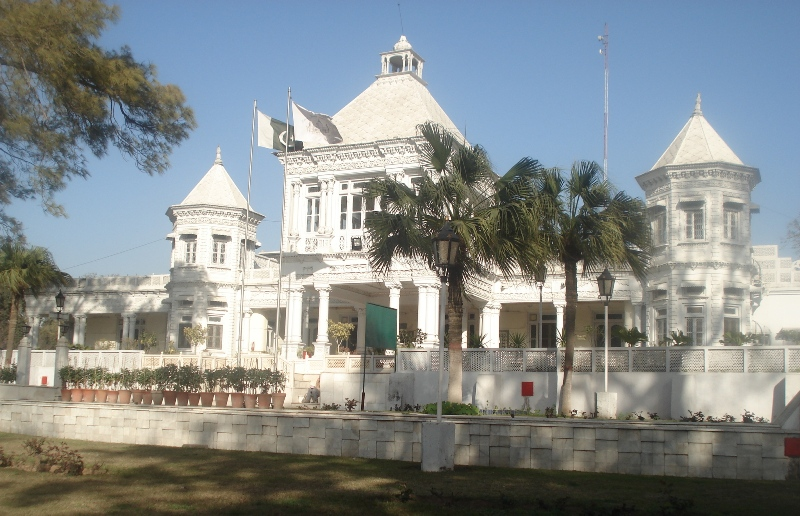
جامعة فاطمة جناح للنساء

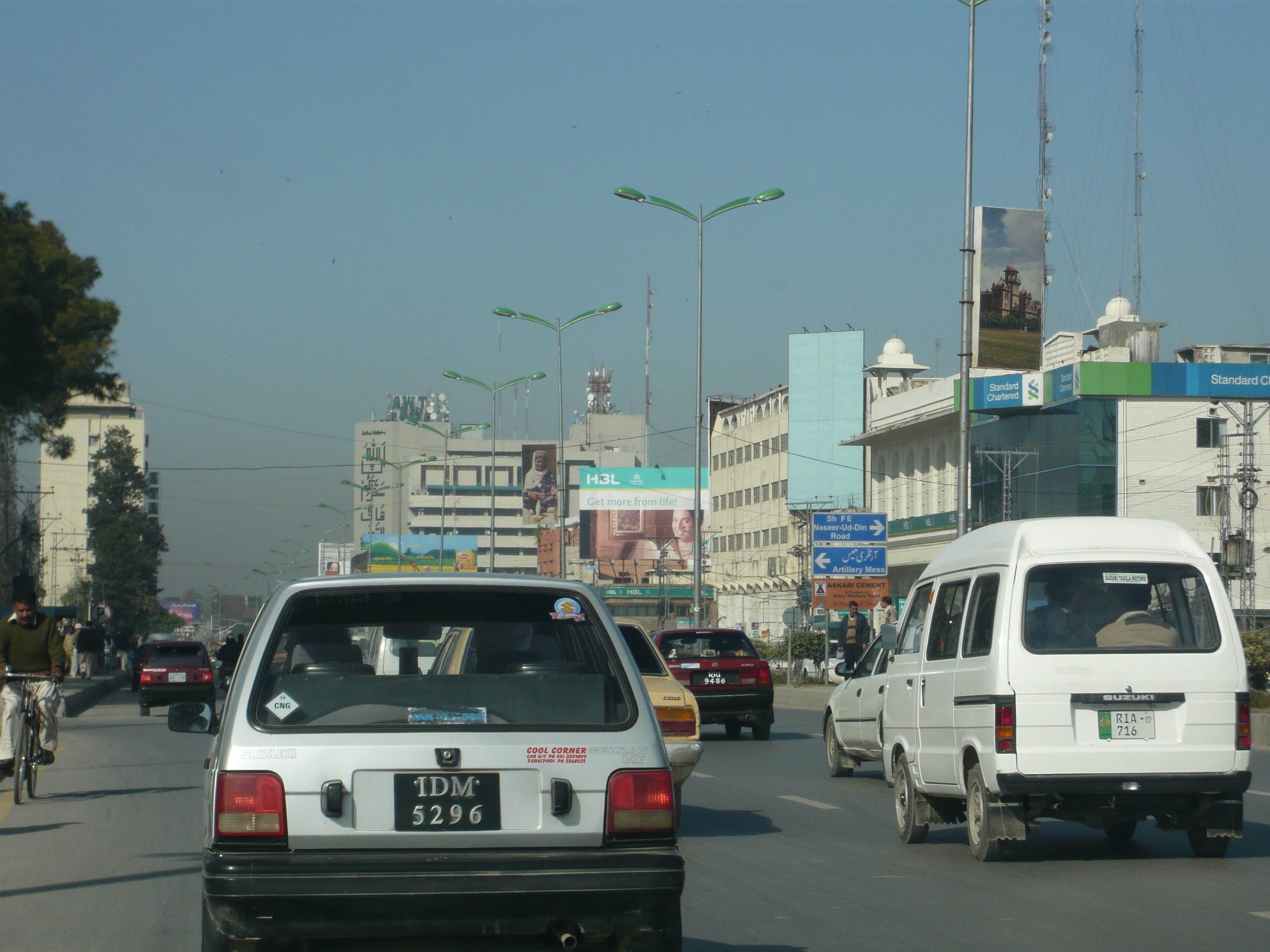
طريق مري

## التعليم
- تفتخر مدينة روالبندي بأنها واحدة من أعلى معدلات محو الأمية في البلاد حيث بلغت محو الأمية 80٪ و هي في المرتبة الثانية بعد العاصمة إسلام آباد 87٪. السكان المحليين يمكن الاتصال بهم بسهولة باللغة الأردية، وأيضا جزء كبير من سكان يفهم ويتحدث الإنجليزية بشكل جيد جدا. ويمكن تقسيم التعليم في روالبندي في خمسة مستويات: الابتدائي (الصف الأول وحتى خمس سنوات)؛ المتوسطة (الصفوف من السادس حتى الثامن)؛ العالي (الصفوف التاسعة والعاشرة، مما أدى إلى شهادة الثانوية العامة)؛ المتوسطة (الصفوف الأحد عشر والإثني عشر، مما أدى إلى شهادة المدرسة الثانوية العليا). والبرامج الجامعية الرائدة لتخريج ودرجات علمية متقدمة. روالبندي يوجد فيها المؤسسات التعليمية العامة والخاصة. معظم المؤسسات التعليمية القائم على نوع الجنس، من المرحلة الابتدائية إلى المستوى الجامعي.

- البير مهر علي شاه، جامعة الزراعة القاحلة (المعروف أيضا باسم جامعة براني) هي جامعة عامة مشهورة بالبحوث والتعليم التي تقدم في عدد من المجالات، والمتخصصة في الزراعة.

## النقل
ويخدم المدينة من قبل مطار بينظير بوتو الدولي، وتقع داخل المدينة، وهذا هو ثالث أكبر مطار في باكستان. ويجري بناء المطار الجديد على بعد 20 كيلومترا من وسط روالبندي، وسوف تصبح أكبر في البلاد. وينبغي الانتهاء منه في أواخر 2011.
ويخدم المدينة أيضا من قبل اثنين من الطرق السريعة والرائدة واحد إلى إسلام آباد وبيشاور (M1) والآخر في لاهور (M2). الطريق مورى يعبر المدينة من الشرق إلى الغرب.
بُنيت محطة سكة حديد روالبندي في 1880 من قبل حكومة الهند البريطانية. لأنه يربط روالبندي مع جميع المدن الرئيسية في البلاد.